# Intravenös

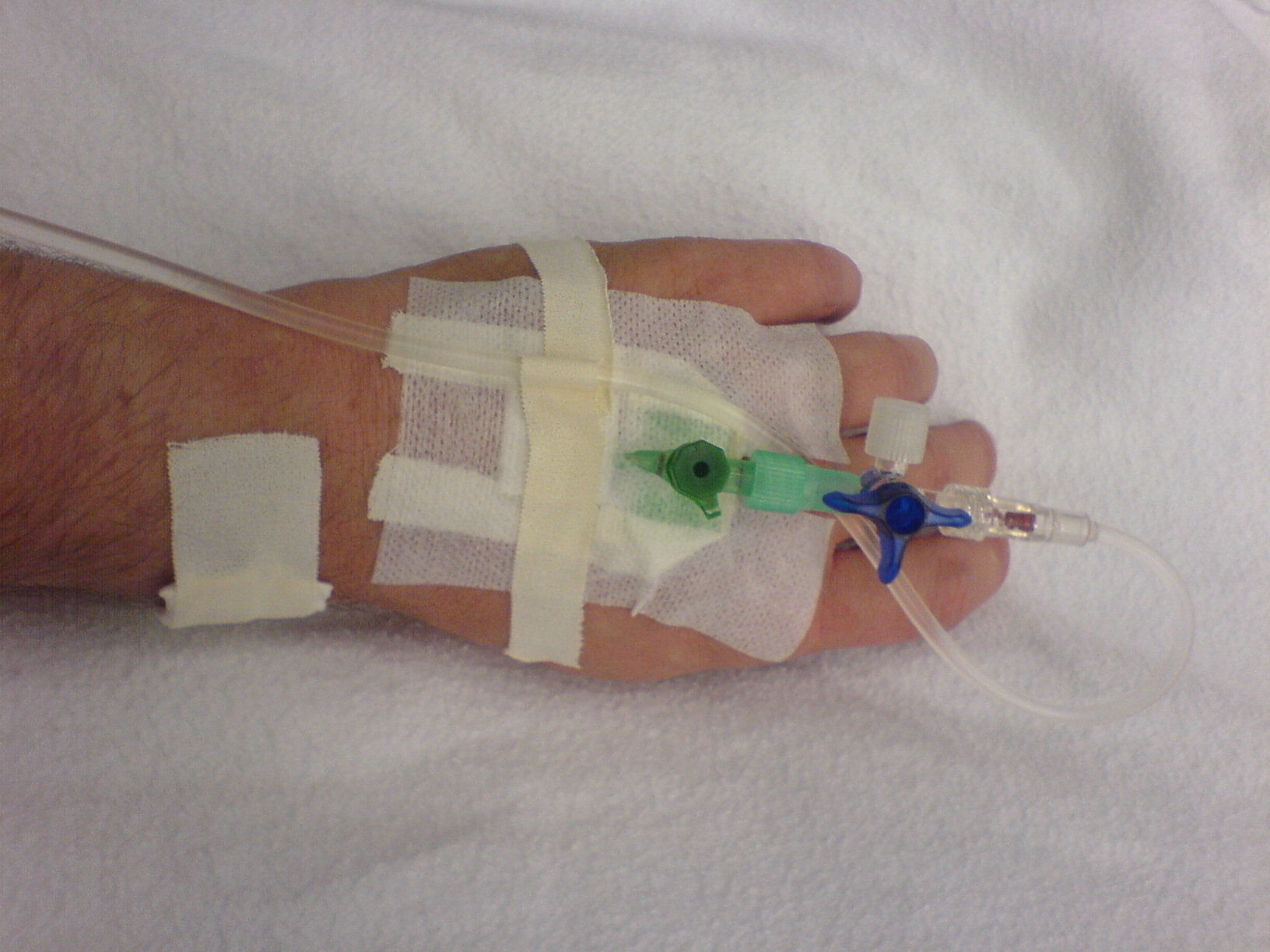
Intravenöser Zugang an eine Vene am Handrücken mit Dreiwegehahn

Der Begriff intravenös (Abkürzung i. v.; von lateinisch intra „hinein“, „innen“, „innerhalb“ und vena „Vene“, „Blutader“; selten auch endovenös, von altgriechisch ἔνδον „innen“) bedeutet „in einer Vene“ oder „in eine Vene (hinein)“. Man versteht darunter z. B. die direkte Verabreichung eines Medikaments oder einer Flüssigkeit als Lösung oder Emulsion, jedoch wegen der Gefahr von Thromboembolien nicht als Suspension, in ein venöses Blutgefäß. Sie ist eine Form der parenteralen Gabe von Medikamenten, also eine Applikationsform. Die gegebene Flüssigkeit wird mit dem Blutstrom zum Herzen geführt und von dort aus über die Arterien im gesamten Organismus verteilt. Praktisch geschieht dies durch eine intravenöse Injektion, Infusion oder Transfusion. Auch für die Blutentnahme aus einer Vene wird zunächst eine Nadel intravenös platziert.

## Geschichte
Im 17. Jahrhundert wurde die intravenöse Injektion als neues Verfahren für die Verabreichung von Arzneimitteln zum ersten Mal beschrieben. Erste Berichte über die Injektion von Substanzen in Venen, durchgeführt zu experimentellen und nicht-therapeutischen Zwecken, sind vom berühmten Architekten Christopher Wren (1632–1723) überliefert. Er injizierte im Jahre 1656 Wein und Bier in die Venen eines Hundes. Diese Experimente wurden von Robert Boyle und Robert Hooke, die ebenfalls Hunden Opium und Safran injizierten und die Ergebnisse beobachteten, fortgeführt.
Die Einführung der intravenösen Injektion beim Menschen und ihrer späteren Anwendung zur medizinischen Behandlung ist in erster Linie den Ärzten Johann Daniel Major (1634–1693), der 1664 in seinem Chirurgia Infusoria auf die Methode hinwies, und Johann Sigismund Elsholtz (1623–1688), der in seiner Schrift Clysmatica Nova (1665 in deutscher Sprache) über seine entsprechenden Experimente an Leichen und Lebewesen berichtete, zu verdanken. Elsholtz wandte die Methode auch zur intravenösen Narkose mit Opiumextrakt zur Durchführung von Amputationen bei Menschen an. Mit diesen Arbeiten konnte die Effektivität der neuen Technik gezeigt werden, und sie breitete sich rasch weiter aus. Im Jahr 1881 führte Albert Landerer (1854–1904) die intravenöse Kochsalzinfusion ein.

### Weiterentwicklung der Technik
Intravenöse Therapie mit Kochsalzlösung (und anderen Flüssigkeiten) wurde nach einem Vorschlag von William Brooke O’Shaughnessy erstmals 1832 in England bei der damals grassierenden  Cholera-Epidemie durch Thomas Latta (1796–1833) angewandt, der darüber in The Lancet am 2. Juni 1832 berichtete. Die Therapie setzte sich damals aber aus verschiedenen Gründen, darunter Komplikationen aufgrund mangelnder Hygiene, nicht durch.
Im Jahre 1843 gelang es George Bernard, Tieren Zuckerlösungen zu verabreichen. Aber erst im späten 19. Jahrhundert und beginnenden 20. Jahrhundert konnte die intravenöse Therapie auf der Grundlage der Erkenntnisse in Mikrobiologie und Hygiene entscheidend weiterentwickelt werden. 1853 verwendete Alexander Wood als erster eine Subkutannadel zur intravenösen Verabreichung von Medikamenten. Wirklich populär wurde die Methode allerdings erst durch den französischen Arzt Charles Gabriel Pravaz (1791–1855), der einen Vorläufer der Injektionsspritze entwickelte. Im Jahre 1870 beschrieb Pierre Cyprien Ore die Verwendung von Chloralhydrat zur intravenösen Analgesie während Operationen und begründete damit die Technik der intravenösen Verabreichung von Medikamenten.

### Verfeinerung und allgemeine Anwendung
Die Einführung von Thiopental im Jahre 1930 ermöglichte durch dessen intravenöse Verabreichung eine sehr effektive neue Methode der Narkoseeinleitung. Die gute Handhabbarkeit des kurzwirksamen Barbiturats Thiopental führte schnell zu der Überlegung, dass es genauso gut zur Einleitung als auch zur Aufrechterhaltung der Narkose verwendet werden könnte. 1944 zeigte Pico, wie intravenöses Thiopental in 1-%-Lösung mittels kontinuierlicher intravenöser Infusion verwendet werden konnte.
Während des Zweiten Weltkrieges erkannte man die Unzulänglichkeit der für die parenterale Ernährung entwickelten Glukose-/Aminosäuren-Lösungen zur Behandlung von Verletzten. Dieses Problem konnte nur dann gelöst werden, wenn entweder das Volumen oder die Konzentration der Infusion erhöht würden. Dies war jedoch nicht möglich, da die verwendeten Venen nur kleinen Kalibers waren.
Im Jahre 1952 wurde die Punktion großkalibriger Venen beschrieben. Diese Technik, von Aubaniac zur Behandlung Kriegsverletzter entwickelt, erlaubte die Verwendung von Lösungen mit höheren Konzentrationen an Glukose und Aminosäuren. Im Jahre 1959 beschrieb Francis Daniels Moore die Verwendung der oberen Hohlvene zur Infusion von hochkonzentrierter Glukose.

## Häufig genutzte Venen

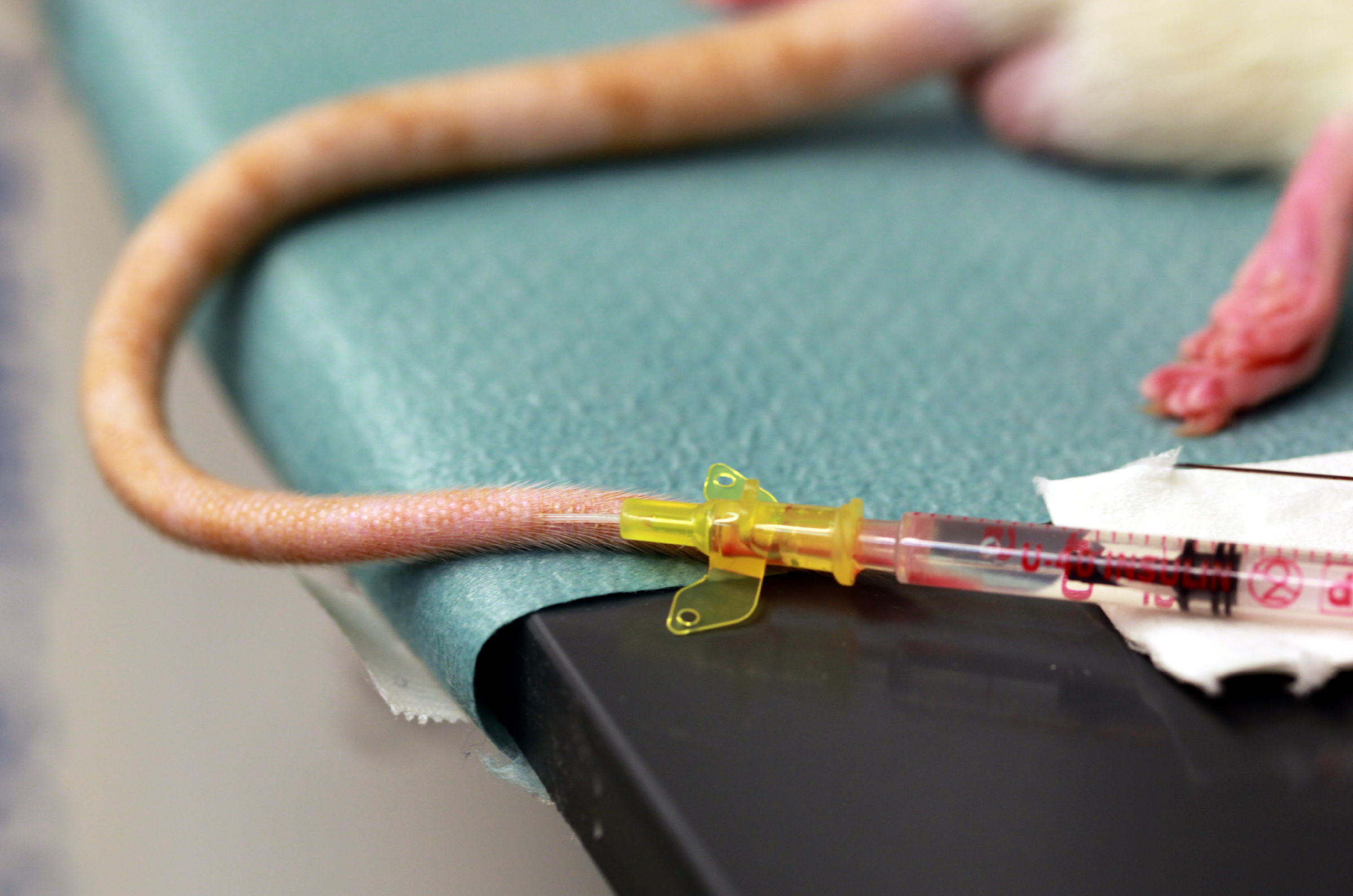
Die intravenöse Injektion eines Wirkstoffes in die Schwanzvene einer Farbratte

Man unterscheidet periphervenöse Zugänge und zentralvenöse Zugänge (ZVK).
Als Venen zur intravenösen Behandlung werden beim Menschen meist die Armvenen (Vena mediana cubiti oder Vena cephalica) oder größere Venen am Hals (Vena jugularis interna) oder in der Leiste benutzt. Beim Säugling haben sich oberflächliche Schädelvenen bewährt.
Bei größeren Tieren (ab etwa Größe Schaf) wird zumeist die Drosselvene (Vena jugularis externa) genutzt. Bei Hunden und Katzen verwendet man meist eine Vorderbeinvene (Vena cephalica) oder Hinterbeinvene (Vena saphena lateralis). Beim Schwein und Kaninchen wird zumeist eine der Ohrvenen (Venae auriculares) genutzt. Bei sehr kleinen Heimtieren ist eine intravenöse Injektion fast unmöglich, hier wird bei Tierversuchen (in Narkose) die Drosselvene freipräpariert. Eine andere Methode, die in Tierkliniken bei kleinen Heimtieren, Vögeln, aber auch Hunde- und Katzenwelpen eingesetzt wird, ist die intraossäre Applikation (in einen Knochen), bei der aber ein absolut steriles Vorgehen essentiell ist, um Infektionen zu vermeiden.
Man kann sich die Punktion einer Vene durch einige Maßnahmen erleichtern:
- ausreichende Stauung
- ausführliches Tasten und Beklopfen der Vene
- Wärme (z. B. ein Armbad) erweitert die Venen (Kälte macht die Venen enger)
- Man kann die Venen gut im Ultraschall lokalisieren
- Kopftieflage bei Punktion der Vena jugularis externa oder interna am Hals

## Praktische Vorgehensweise
Bei der intravenösen Punktion wird meist zum Herzen hin, also von peripher nach zentral eingestochen. Die Stichrichtung ist aus praktischer Sicht unbedeutsam und ergibt sich nur aus der anatomischen Lage. Eine Verletzung der Venenklappen durch eine Nadel hat keine merkbaren Folgen.
Das intravenös verabreichte Volumen sollte den Flüssigkeitsbedarf des Patienten nicht übersteigen. Die Wirkung eines intravenös verabreichten Medikamentes tritt meistens innerhalb von Sekunden und ohne Resorptionsverlust ein. Ein Nachteil ist, dass das Aufsuchen einer Vene nicht immer ganz einfach ist. Auch der schnelle Eintritt der Wirkung ist nicht immer erwünscht.

## Vorteile
Der große Vorteil einer intravenösen Medikamentengabe ist, dass sich das Medikament sofort und im vollen Umfang im Blutkreislauf befindet. Bei geschluckten Medikamenten hingegen muss das Arzneimittel in chemischer Hinsicht so gestaltet sein, dass es nicht von der Salzsäure im Magen sowie von der Leber abgebaut wird (Stoffe aus dem Magen-Darm-Trakt passieren via Pfortader zuerst die Leber (first-pass effect); dazu passiert ein Teil des Medikaments gar nicht die Darmwand). Intravenös dargebotene Mittel können daher niedriger dosiert werden, um die gleiche Wirkung zu erzielen – und verursachen deshalb weniger Nebenwirkungen.

## Risiken
Bei der intravenösen Punktion können Keime in die Blutbahn eingebracht werden, so dass nur mit sterilen Nadeln gearbeitet werden darf. Bei der längeren intravenösen Therapie über einen Venenverweilkatheter kommt es meist innerhalb einiger Tage zu einer Keimbesiedlung, so dass eine Thrombophlebitis, eine Bakteriämie und/oder eine Sepsis auftreten können. Um dies zu verhindern, wird der Verweilkatheter bei Beschwerden des Patienten umgehend entfernt.
Bei einem Durchstechen der Vene kann das Medikament paravenös, also in das umliegende Gewebe gelangen (Paravasat). Bei gewebsreizenden Medikamenten kann das zu einem örtlichen Absterben des Gewebes (Nekrose) oder zu Abszessen führen.
Des Weiteren besteht die Gefahr der Bildung von Hämatomen, der sekundären Perforation der Vene, der Venenschädigung und Venenreizung und der arteriellen Punktion und Injektion.